# Jeanne Calment
Jeanne Louise Calment (pronuncia: /ʒan lwiːz kalˈmɑ̃/; Arles, 21 febbraio 1875 – Arles, 4 agosto 1997) è stata una supercentenaria francese, la persona più longeva di tutti i tempi di cui si abbia avuto notizia certa.
Francese di Arles, visse 122 anni e 164 giorni (44724 giorni). Confermata dall'atto di nascita, tale longevità fu accuratamente documentata dagli studi scientifici sul suo caso, e la verifica richiese un dispiegamento di mezzi senza precedenti per un riscontro del genere. Condusse una vita estremamente attiva, tanto che cominciò a praticare la scherma a 85 anni (da ragazza aveva anche imparato a nuotare e a giocare a tennis) e a 100 anni andava ancora in bicicletta; inoltre fumò fino a 118 anni.
È l'unica persona nella storia dell'umanità ad aver superato con certezza i 120 anni ed è inoltre, insieme alla statunitense Sarah Knauss (1880-1999), la giapponese Kane Tanaka (1903-2022) e la connazionale Lucile Randon (1904-2023), una delle quattro ad aver compiuto 118 anni e insieme alle prime due una delle tre ad aver compiuto 119 anni.

## Biografia

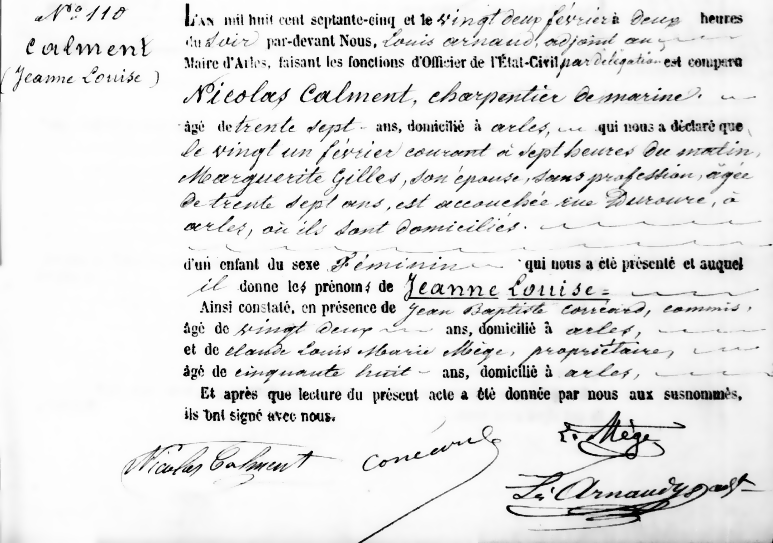
L'atto di nascita di Jeanne Louise Calment.

Jeanne Louise Calment nacque il 21 febbraio 1875 alle 7 del mattino ad Arles (Francia) in Rue Collège du Roure da Nicolas Calment (1838-1931), carpentiere navale e da Marguerite Gilles (1838-1924), casalinga, proveniente da una famiglia di mugnai. I genitori avevano entrambi 37 anni e si erano sposati il 16 ottobre 1861: Jeanne era l'ultima di quattro figli, i suoi fratelli erano Antoine (1862-1866), Marie (1863-1865) e François (1865-1962). Proveniva da una famiglia tradizionalmente longeva: suo fratello visse 97 anni, suo padre 93, sua madre 86, ma suo fratello Antoine morì a soli 4 anni e sua sorella Marie a 2. Anche i suoi nonni erano abbastanza anziani al momento della morte. Venne battezzata il 23 febbraio.
Fra il 1881 e il 1886 frequentò una scuola elementare privata in Place de la République. Il 1º giugno 1885 partecipò al funerale di Victor Hugo con la sua famiglia al Pantheon di Parigi. Nel 1888 incontrò Vincent van Gogh che visitava il negozio di suo padre: lo descrisse come "sporco, mal vestito e sgradevole", trovandolo inoltre "brutto, scortese e malato". L'8 aprile 1896 nella chiesa di Saint-Trophime in Place de la République ad Arles sposò suo cugino di secondo grado Fernand Nicolas Calment (1868-1942). Andarono a vivere in un appartamento situato in Rue Gambetta e gestirono il negozio "Nouveautés - Calment" che si trovava all'angolo tra Rue Gambetta e Rue Saint Estève. Due anni dopo diedero alla luce una figlia, Yvonne (1898-1934). Nel 1906 la famiglia si trasferì da Rue Léon Gambetta a Rue Saint Estève. Il 18 settembre 1924 all'età di 86 anni morì la madre di Jeanne, Marguerite Gilles.
Nel 1926 la figlia Yvonne sposò Joseph Billot (1891-1963), cavaliere della Legion d'Onore e capitano dell'Esercito francese. Nello stesso anno nacque il loro figlio Frédéric Billot (1926-1963). Jeanne in questo periodo visse nuovamente in Rue Gambetta. L'8 gennaio 1931, all'età di 93 anni, morì il padre di Jeanne, Nicolas, mentre il 19 gennaio 1934 venne a mancare per polmonite sua figlia Yvonne, a soli 36 anni, lasciando alla madre il compito di crescere il nipotino. Il 2 ottobre 1942 morì a 73 anni Fernand Nicolas Calment, il marito di Jeanne. Il 3 marzo 1950 suo nipote Frédéric Billot sposò Renée Yvonne Taque, nata a La Londe-les-Maures nel Var il 20 gennaio 1926 e morta l'11 marzo 2020 a 94 anni. Il 1º dicembre 1962 morì François Calment, l'unico fratello di Jeanne ancora in vita, all'"Hospice de Chiavary" di Arles, all'età di 97 anni, il 25 gennaio 1963 morì suo genero Joseph Billot e il 13 agosto 1963 a 36 anni scomparve in un incidente di moto suo nipote Frédéric Billot. Sua cognata Marguerite, la moglie di François, era morta il 19 gennaio 1939 a 71 anni e sua nipote Marie Calment (1896-1917) era morta a soli 21 anni.

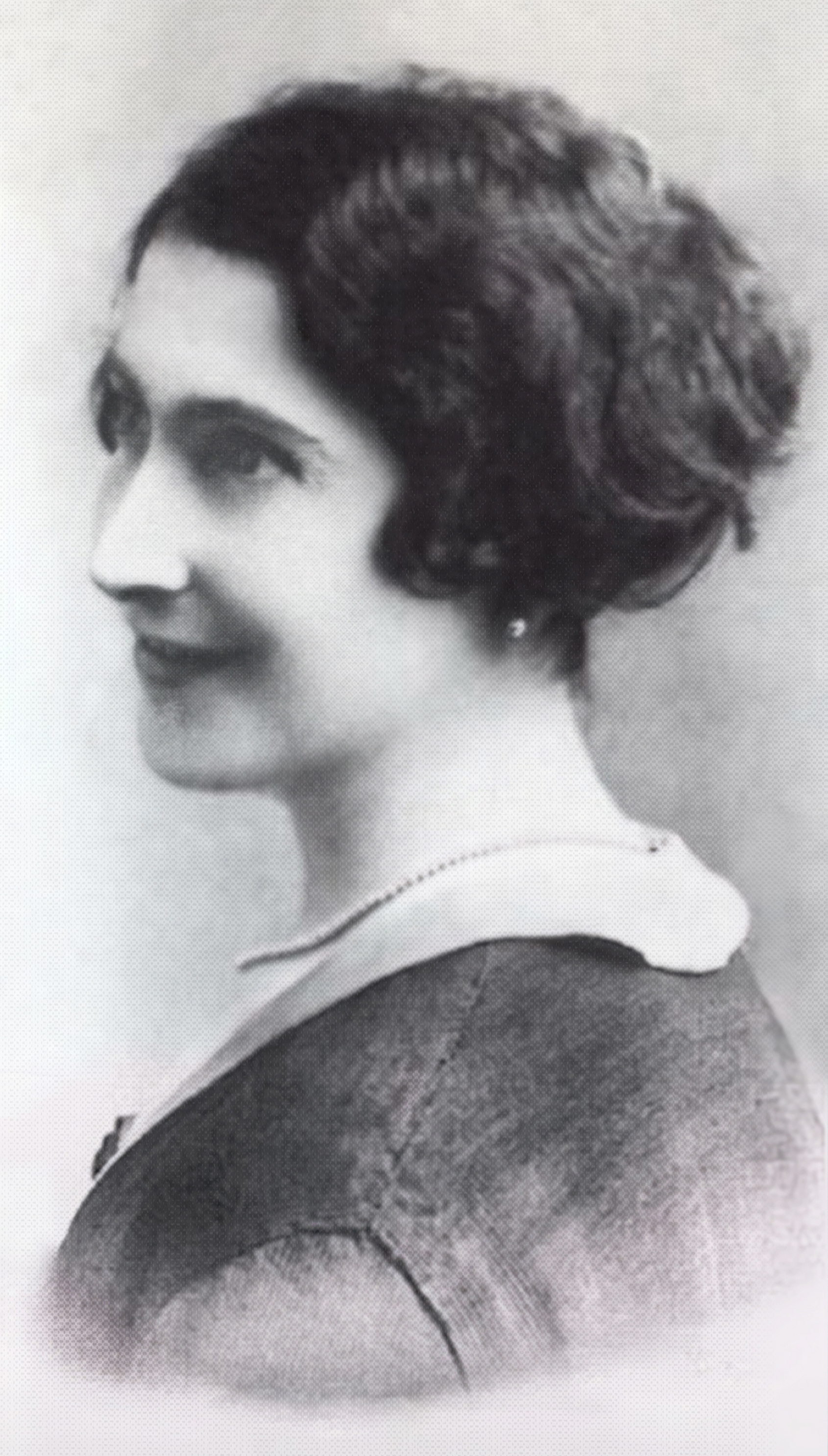
Jeanne Calment intorno ai 40 anni negli anni venti.

Nel 1965, all'età di 90 anni, priva di eredi, Jeanne Calment stipulò un contratto, comune in Francia, di vendita del suo appartamento condominiale en viager (o ipoteca inversa, simile alla nuda proprietà applicabile in Italia) all'avvocato quarantasettenne André-François Raffray. Quest'ultimo accettò di pagare una somma mensile sino alla morte della donna: all'epoca Jeanne aveva novant'anni e il valore dell'appartamento equivaleva a dieci anni di pagamento. Nonostante ciò, l'affare non si sarebbe rivelato vantaggioso per Raffray: la Calment sopravvisse infatti per più di trent'anni, mentre l'uomo morì a causa di un cancro al colon nel dicembre 1994, settantasettenne, e trasmise l'obbligazione alla propria vedova. Sempre nel 1965 Jeanne ritornò a vivere in Rue Saint Estève con la vedova di suo nipote, Renée Billot (che si risposò nel 1972 con Louis Félix Bonnary (1923-1999). Dopo aver vissuto nella sua abitazione fino all'età di 110 anni, nel 1985 la Calment si trasferì in una casa di riposo.
Jeanne Calment salì alla ribalta delle cronache internazionali nel 1988, quando il centenario della venuta di Van Gogh nella sua città natale, Arles, attrasse i media sul posto e le offrì l'occasione di parlare con i giornalisti. Jeanne rivelò di aver incontrato in gioventù il pittore, che le aveva chiesto del denaro per dipingere alcuni dei suoi quadri più celebri. Nonostante fosse un uomo "brutto, trasandato e consumato dall'alcol", come lo definì la Calment stessa, ella gli diede dei soldi. Dichiarò anche di aver presenziato al funerale di Victor Hugo nel 1885. Questi fatti destarono curiosità e la ripercussione non si fece attendere: il Guinness dei primati se ne interessò, attribuendole il record di persona vivente più longeva del mondo. Durante la sua vita Calment incontrò anche il poeta e premio Nobel Frédéric Mistral, e andò a vedere uno spettacolo di Joséphine Baker.

### Ultimi anni e morte
Il 21 giugno 1986, con la morte di Eugénie Roux, divenne la persona vivente più longeva di Francia. Nel marzo 1987, all'età di 112 anni, partecipò a un servizio a lei dedicato su TF1. Il 13 dicembre 1990 uscì nei cinema canadesi il film Vincent et moi, dedicato a Vincent van Gogh: Jeanne partecipò alla pellicola nel ruolo di sé stessa diventando, coi suoi 114 anni, la più anziana attrice di tutti i tempi. Nel 1995 uscì un documentario in francese sulla sua vita, intitolato Oltre i 120 anni con Jeanne Calment. Nel febbraio 1996 la casa di riposo La Maison du Lac, dove Jeanne viveva già da qualche tempo, lanciò un CD, Maîtresse du temps (La signora del tempo), con la voce della Calment che ricordava la propria vita, mista a tracce di rap e d'altro genere.
Morì il 4 agosto 1997 alle ore 10:45 nella casa di riposo "La Maison du Lac" all'età di 122 anni e 164 giorni, diventando l'essere umano più longevo di cui si abbia avuto notizia certa; venne sepolta nella tomba di famiglia nel Cimetière de Trinquetaille, che si trova nell'omonimo quartiere di Arles. Dopo la sua morte, le succedettero nel primato mondiale di persona più anziana in vita la canadese Marie-Louise Meilleur e in quello nazionale Anne Primout, di origine algerina.

## Primati
Persona più longeva di tutti i tempi
Jeanne Calment è stata la seconda persona in ordine di tempo (dopo la statunitense Easter Wiggins) a raggiungere documentatamente i 116 anni, e di conseguenza anche tutte le età maggiori fino ai 122 anni. È inoltre l'unico essere umano ad aver documentatamente superato la soglia dei 120 anni.
Primati di longevità umana
Il primato le fu riconosciuto dal Guinness dei primati nel 1988. Tuttavia, in seguito, lo perse in favore di Carrie C. White, che si asseriva nata nel 1874, mentre verosimilmente era di quattordici anni più giovane; il caso della White è stato nel tempo screditato dai principali enti di ricerca gerontologica.
Nel 2024 il Gerontology Research Group ha convalidato l'età di Easter Wiggins, statunitense nata nel 1874 e deceduta il 7 luglio 1990 all'età di 116 anni e 36 giorni; è dunque verosimile che il primato di persona vivente più longeva al mondo sia stato ereditato da Jeanne Calment solo in occasione della morte della Wiggins. Jeanne avrebbe inoltre ereditato il 29 marzo 1991 il primato di persona più longeva di sempre fino a quel momento, eguagliando e poi superando l'età raggiunta da Easter Wiggins.
Altri primati
I primati collezionati dalla Calment possono essere naturalmente estesi alla Francia, al continente europeo e all'ambito dei soli individui di sesso femminile. È stata inoltre l'ultima sopravvissuta fra le persone nate, certificatamente, negli anni settanta dell'Ottocento.
È una delle dodici persone che nella storia dell'umanità hanno raggiunto i 117 anni ed è inoltre, insieme alla giapponese Kane Tanaka (1903-2022), alla francese Lucile Randon (1904-2023) e all'americana Sarah Knauss (1880-1999), una delle quattro ad aver compiuto 118 anni e, insieme alle sole Kane Tanaka e Sarah Knauss, una delle tre ad aver compiuto 119 anni.

## Genealogia
|  |  |  |  |  |  |  |  |                             |                             | Marguerite Gilles (1838-1924) | Marguerite Gilles (1838-1924) | Marguerite Gilles (1838-1924) | Marguerite Gilles (1838-1924) | Marguerite Gilles (1838-1924) | Marguerite Gilles (1838-1924) |                           |                           |                           |                           |                           |                           | Nicolas Calment (1838-1931) | Nicolas Calment (1838-1931) | Nicolas Calment (1838-1931)  | Nicolas Calment (1838-1931)  | Nicolas Calment (1838-1931)  | Nicolas Calment (1838-1931)  |                              |                              |  |  |                                   |                                   |                                   |                                   |                                   |                                   | Marie Félix (1847-1931)                  | Marie Félix (1847-1931)                  | Marie Félix (1847-1931)                  | Marie Félix (1847-1931)                  | Marie Félix (1847-1931)                  | Marie Félix (1847-1931)                  |                                       |                                       |                                       |                                       |                                       |                                       | Jacques Calment (1840-1886)                | Jacques Calment (1840-1886)                | Jacques Calment (1840-1886)                | Jacques Calment (1840-1886)                | Jacques Calment (1840-1886)                | Jacques Calment (1840-1886)                |  |  |  |  |  |  |  |  |  |  |  |  |  |  |
|  |  |  |  |  |  |  |  |                             |                             | Marguerite Gilles (1838-1924) | Marguerite Gilles (1838-1924) | Marguerite Gilles (1838-1924) | Marguerite Gilles (1838-1924) | Marguerite Gilles (1838-1924) | Marguerite Gilles (1838-1924) |                           |                           |                           |                           |                           |                           | Nicolas Calment (1838-1931) | Nicolas Calment (1838-1931) | Nicolas Calment (1838-1931)  | Nicolas Calment (1838-1931)  | Nicolas Calment (1838-1931)  | Nicolas Calment (1838-1931)  |                              |                              |  |  |                                   |                                   |                                   |                                   |                                   |                                   | Marie Félix (1847-1931)                  | Marie Félix (1847-1931)                  | Marie Félix (1847-1931)                  | Marie Félix (1847-1931)                  | Marie Félix (1847-1931)                  | Marie Félix (1847-1931)                  |                                       |                                       |                                       |                                       |                                       |                                       | Jacques Calment (1840-1886)                | Jacques Calment (1840-1886)                | Jacques Calment (1840-1886)                | Jacques Calment (1840-1886)                | Jacques Calment (1840-1886)                | Jacques Calment (1840-1886)                |  |  |  |  |  |  |  |  |  |  |  |  |  |  |
|  |  |  |  |  |  |  |  |                             |                             |                               |                               |                               |                               |                               |                               |                           |                           |                           |                           |                           |                           |                             |                             |                              |                              |                              |                              |                              |                              |  |  |                                   |                                   |                                   |                                   |                                   |                                   |                                          |                                          |                                          |                                          |                                          |                                          |                                       |                                       |                                       |                                       |                                       |                                       |                                            |                                            |                                            |                                            |                                            |                                            |  |  |  |  |  |  |  |  |  |  |  |  |  |  |
|  |  |  |  |  |  |  |  |                             |                             |                               |                               |                               |                               |                               |                               |                           |                           |                           |                           |                           |                           |                             |                             |                              |                              |                              |                              |                              |                              |  |  |                                   |                                   |                                   |                                   |                                   |                                   |                                          |                                          |                                          |                                          |                                          |                                          |                                       |                                       |                                       |                                       |                                       |                                       |                                            |                                            |                                            |                                            |                                            |                                            |  |  |  |  |  |  |  |  |  |  |  |  |  |  |
|  |  |  |  |  |  |  |  | Antoine Calment (1862-1866) | Antoine Calment (1862-1866) | Antoine Calment (1862-1866)   | Antoine Calment (1862-1866)   | Antoine Calment (1862-1866)   | Antoine Calment (1862-1866)   |                               |                               | Marie Calment (1863-1865) | Marie Calment (1863-1865) | Marie Calment (1863-1865) | Marie Calment (1863-1865) | Marie Calment (1863-1865) | Marie Calment (1863-1865) |                             |                             | François Calment (1865-1962) | François Calment (1865-1962) | François Calment (1865-1962) | François Calment (1865-1962) | François Calment (1865-1962) | François Calment (1865-1962) |  |  | Jeanne Louise Calment (1875-1997) | Jeanne Louise Calment (1875-1997) | Jeanne Louise Calment (1875-1997) | Jeanne Louise Calment (1875-1997) | Jeanne Louise Calment (1875-1997) | Jeanne Louise Calment (1875-1997) |                                          |                                          |                                          |                                          |                                          |                                          | Fernand Nicolas Calment (1868-1942)   | Fernand Nicolas Calment (1868-1942)   | Fernand Nicolas Calment (1868-1942)   | Fernand Nicolas Calment (1868-1942)   | Fernand Nicolas Calment (1868-1942)   | Fernand Nicolas Calment (1868-1942)   |                                            |                                            |                                            |                                            |                                            |                                            |  |  |  |  |  |  |  |  |  |  |  |  |  |  |
|  |  |  |  |  |  |  |  | Antoine Calment (1862-1866) | Antoine Calment (1862-1866) | Antoine Calment (1862-1866)   | Antoine Calment (1862-1866)   | Antoine Calment (1862-1866)   | Antoine Calment (1862-1866)   |                               |                               | Marie Calment (1863-1865) | Marie Calment (1863-1865) | Marie Calment (1863-1865) | Marie Calment (1863-1865) | Marie Calment (1863-1865) | Marie Calment (1863-1865) |                             |                             | François Calment (1865-1962) | François Calment (1865-1962) | François Calment (1865-1962) | François Calment (1865-1962) | François Calment (1865-1962) | François Calment (1865-1962) |  |  | Jeanne Louise Calment (1875-1997) | Jeanne Louise Calment (1875-1997) | Jeanne Louise Calment (1875-1997) | Jeanne Louise Calment (1875-1997) | Jeanne Louise Calment (1875-1997) | Jeanne Louise Calment (1875-1997) |                                          |                                          |                                          |                                          |                                          |                                          | Fernand Nicolas Calment (1868-1942)   | Fernand Nicolas Calment (1868-1942)   | Fernand Nicolas Calment (1868-1942)   | Fernand Nicolas Calment (1868-1942)   | Fernand Nicolas Calment (1868-1942)   | Fernand Nicolas Calment (1868-1942)   |                                            |                                            |                                            |                                            |                                            |                                            |  |  |  |  |  |  |  |  |  |  |  |  |  |  |
|  |  |  |  |  |  |  |  |                             |                             |                               |                               |                               |                               |                               |                               |                           |                           |                           |                           |                           |                           |                             |                             |                              |                              |                              |                              |                              |                              |  |  |                                   |                                   |                                   |                                   |                                   |                                   |                                          |                                          |                                          |                                          |                                          |                                          |                                       |                                       |                                       |                                       |                                       |                                       |                                            |                                            |                                            |                                            |                                            |                                            |  |  |  |  |  |  |  |  |  |  |  |  |  |  |
|  |  |  |  |  |  |  |  |                             |                             |                               |                               |                               |                               |                               |                               |                           |                           |                           |                           |                           |                           |                             |                             |                              |                              |                              |                              |                              |                              |  |  |                                   |                                   |                                   |                                   |                                   |                                   | Yvonne Marie Nicolle Calment (1898-1934) | Yvonne Marie Nicolle Calment (1898-1934) | Yvonne Marie Nicolle Calment (1898-1934) | Yvonne Marie Nicolle Calment (1898-1934) | Yvonne Marie Nicolle Calment (1898-1934) | Yvonne Marie Nicolle Calment (1898-1934) |                                       |                                       |                                       |                                       |                                       |                                       | Joseph Charles Frédéric Billot (1891-1963) | Joseph Charles Frédéric Billot (1891-1963) | Joseph Charles Frédéric Billot (1891-1963) | Joseph Charles Frédéric Billot (1891-1963) | Joseph Charles Frédéric Billot (1891-1963) | Joseph Charles Frédéric Billot (1891-1963) |  |  |  |  |  |  |  |  |  |  |  |  |  |  |
|  |  |  |  |  |  |  |  |                             |                             |                               |                               |                               |                               |                               |                               |                           |                           |                           |                           |                           |                           |                             |                             |                              |                              |                              |                              |                              |                              |  |  |                                   |                                   |                                   |                                   |                                   |                                   | Yvonne Marie Nicolle Calment (1898-1934) | Yvonne Marie Nicolle Calment (1898-1934) | Yvonne Marie Nicolle Calment (1898-1934) | Yvonne Marie Nicolle Calment (1898-1934) | Yvonne Marie Nicolle Calment (1898-1934) | Yvonne Marie Nicolle Calment (1898-1934) |                                       |                                       |                                       |                                       |                                       |                                       | Joseph Charles Frédéric Billot (1891-1963) | Joseph Charles Frédéric Billot (1891-1963) | Joseph Charles Frédéric Billot (1891-1963) | Joseph Charles Frédéric Billot (1891-1963) | Joseph Charles Frédéric Billot (1891-1963) | Joseph Charles Frédéric Billot (1891-1963) |  |  |  |  |  |  |  |  |  |  |  |  |  |  |
|  |  |  |  |  |  |  |  |                             |                             |                               |                               |                               |                               |                               |                               |                           |                           |                           |                           |                           |                           |                             |                             |                              |                              |                              |                              |                              |                              |  |  |                                   |                                   |                                   |                                   |                                   |                                   |                                          |                                          |                                          |                                          |                                          |                                          |                                       |                                       |                                       |                                       |                                       |                                       |                                            |                                            |                                            |                                            |                                            |                                            |  |  |  |  |  |  |  |  |  |  |  |  |  |  |
|  |  |  |  |  |  |  |  |                             |                             |                               |                               |                               |                               |                               |                               |                           |                           |                           |                           |                           |                           |                             |                             |                              |                              |                              |                              |                              |                              |  |  |                                   |                                   | Renée Yvonne Taque (1926-2020)    | Renée Yvonne Taque (1926-2020)    | Renée Yvonne Taque (1926-2020)    | Renée Yvonne Taque (1926-2020)    | Renée Yvonne Taque (1926-2020)           | Renée Yvonne Taque (1926-2020)           |                                          |                                          |                                          |                                          | Frédéric Jean Paul Billot (1926-1963) | Frédéric Jean Paul Billot (1926-1963) | Frédéric Jean Paul Billot (1926-1963) | Frédéric Jean Paul Billot (1926-1963) | Frédéric Jean Paul Billot (1926-1963) | Frédéric Jean Paul Billot (1926-1963) |                                            |                                            |                                            |                                            |                                            |                                            |  |  |  |  |  |  |  |  |  |  |  |  |  |  |
|  |  |  |  |  |  |  |  |                             |                             |                               |                               |                               |                               |                               |                               |                           |                           |                           |                           |                           |                           |                             |                             |                              |                              |                              |                              |                              |                              |  |  |                                   |                                   | Renée Yvonne Taque (1926-2020)    | Renée Yvonne Taque (1926-2020)    | Renée Yvonne Taque (1926-2020)    | Renée Yvonne Taque (1926-2020)    | Renée Yvonne Taque (1926-2020)           | Renée Yvonne Taque (1926-2020)           |                                          |                                          |                                          |                                          | Frédéric Jean Paul Billot (1926-1963) | Frédéric Jean Paul Billot (1926-1963) | Frédéric Jean Paul Billot (1926-1963) | Frédéric Jean Paul Billot (1926-1963) | Frédéric Jean Paul Billot (1926-1963) | Frédéric Jean Paul Billot (1926-1963) |                                            |                                            |                                            |                                            |                                            |                                            |  |  |  |  |  |  |  |  |  |  |  |  |  |  |
|  |  |  |  |  |  |  |  |                             |                             |                               |                               |                               |                               |                               |                               |                           |                           |                           |                           |                           |                           |                             |                             |                              |                              |                              |                              |                              |                              |  |  |                                   |                                   |                                   |                                   |                                   |                                   |                                          |                                          |                                          |                                          |                                          |                                          |                                       |                                       |                                       |                                       |                                       |                                       |                                            |                                            |                                            |                                            |                                            |                                            |  |  |  |  |  |  |  |  |  |  |  |  |  |  |
|  |  |  |  |  |  |  |  |                             |                             |                               |                               |                               |                               |                               |                               |                           |                           |                           |                           |                           |                           |                             |                             |                              |                              |                              |                              |                              |                              |  |  |                                   |                                   |                                   |                                   |                                   |                                   |                                          |                                          |                                          |                                          |                                          |                                          |                                       |                                       |                                       |                                       |                                       |                                       |                                            |                                            |                                            |                                            |                                            |                                            |  |  |  |  |  |  |  |  |  |  |  |  |  |  |

## Controversie
Nel 2019, a oltre vent'anni dalla morte di Jeanne Calment, un matematico russo ha messo in dubbio la longevità della donna, sospettando piuttosto che fosse stato fatto uno scambio d'identità madre-figlia: la vera Jeanne-Louise Calment sarebbe morta nel 1934, quando aveva 59 anni. La sua identità sarebbe stata rubata dalla figlia Yvonne.
La teoria è del matematico russo Nikolay Zak, al lavoro sul caso dal 2018, sostenuto dal gerontologo Valery Novoselov, secondo i quali la figlia Yvonne sarebbe morta a 99 anni, assumendo l'identità della madre per non pagare le tasse di successione francesi. Zak non avrebbe prove circostanziali, basandosi soltanto su un sondaggio pubblicato su Facebook secondo cui la Calment non sembrerebbe ultracentenaria. Jean-Marie Robine, il gerontologo francese che ha studiato e sostenuto l'età di Jeanne, ha respinto l'accusa su Le Parisien, dichiarando che le affermazioni di Zak "si basano sul nulla".
Eppure Robine è dovuto tornare sulla questione, scrivendo un nuovo articolo per essere creduto, smentendo le voci contrarie.
Nikolay Zak ha ribadito le sue convinzioni con un nuovo articolo scientifico, seguito poi da Saul Justin Newman dell'Università Nazionale Australiana che ha più volte revisionato il suo scritto, biologo autore e contestatore di altri studi sui centenari, arrivando a dubitare perfino le zone blu del mondo, ossia le aree geografiche dall'alto tasso di longevi, contraddistinte anche da livelli di criminalità altrettanto elevati e la presenza di non efficiente qualità dei servizi demografici. Si è innescata una battaglia tra punti di vista, accompagnata da dubbi e perplessità.